# 玉贤街道
玉贤街道是中华人民共和国湖北省武汉市蔡甸区下辖的一个街道办事处。
2016年8月18日，湖北省民政厅批复同意撤销玉贤镇，设立玉贤街道办事处。

## 行政区划
玉贤街道下辖以下村级行政区划单位：
玉贤社区、蝙蝠村、纪庄村、班集村、鸽翅岭村、玉笋村、大山村、前进村、车岭村、岗岭村、松林村、窑咀村、农力村、合贤村、铁李村、争光村、杨新村和东山村。